# Guillaume Cumin
Guillaume Cumin (parfois : Comyn) (actif vers 1121 ; mort vers 1160), est un ecclésiastique et administrateur scoto-normand, qui devient chancelier d'Écosse à partir de 1136. Il est principalement connu pour avoir tenté d'usurper le siège épiscopal de Durham entre 1141 et 1144. 

## Biographie

### Origines et parentés
Bien que ses origines soient obscures, les historiens pensent qu'il est apparenté à une famille de clercs possiblement originaire de Bosc-Bénard-Commin, dans la région de Rouen en Normandie. Un autre lignage généalogique le relie à Robert de Comines qui serait son père, cependant la validité de ce lignage est fortement contestée et la première hypothèse est préférée. Plusieurs membres de la famille Cumin travaillent dans l'administration d'Henri Ier et Henri II d'Angleterre, et sont clercs dans les diocèses de Rouen et de Bayeux. Jean Cumin († 1212), un important administrateur au service d'Henri II qui devient archevêque de Dublin (en) en 1182, appartient probablement à cette même famille.

### Début de carrière
La plus ancienne mention de Guillaume Cumin qui nous soit parvenue dans un document, est datée des alentours de 1121. À cette époque, il est un protégé de Geoffrey Rufus, futur chancelier d'Angleterre et évêque de Durham, qui travaille dans l'administration anglo-normande. Peu après 1125, il devient archidiacre dans le diocèse de Worcester. En 1133, il suit probablement Geoffrey Rufus à Durham quand celui-ci y obtient le siège épiscopal. Il devient chancelier du roi David Ier d'Écosse avant 1136. Le roi écossais, qui est le beau-frère du roi d'Angleterre Henri Ier, a été élevé à la cour de celui-ci, et il favorise les Anglo-Normands pour la gestion de son royaume. Deux neveux de Guillaume Cumin, prénommés Guillaume et Osbert profitent de l'avancement de leur oncle en Écosse. Osbert entre au service d'Henri de Northumberland, le fils et héritier présomptif de David Ier, et Guillaume, décrit par le chroniqueur contemporain Siméon de Durham comme un chevalier accompli, entre dans l'administration royale.
À la mort d'Henri Ier d'Angleterre, en 1135, c'est sa fille Mathilde l'Emperesse qui est censée lui succéder. Mais Étienne de Blois parvient à s'emparer du trône. Dans les années qui suivent, le roi écossais poursuit le double objectif d'étendre sa domination sur les comtés anglais proches de sa frontière, et de soutenir sa nièce Mathilde. C'est dans ce contexte qu'a lieu la bataille de l'Étendard, le 22 août 1138, au cours de laquelle les Écossais sont battus et Guillaume Cumin est capturé. Il n'est libéré en septembre que grâce à l'intervention du légat du pape, Albéric d'Ostie.

### L'usurpation de Durham
Guillaume Cumin est présent à Durham, fin 1140 ou début 1141, quand il se rend compte que son maître vit ses derniers jours. Il essaie alors de réaliser son ambition, succéder au siège épiscopal de Durham. Il commence à s'attacher des partisans, mais Geoffrey Rufus meurt avant qu'il ait les soutiens nécessaires pour s'assurer une victoire sans encombre. Toutefois, il obtient le soutien de David Ier d'Écosse puisque cela s'inscrit dans sa politique d'expansion dans les comtés anglais du nord. La majorité du comté de Durham est d'ailleurs sous contrôle écossais. Cumin prend alors la tête de l'évêché et de son administration. Alors qu'il va rejoindre sa nièce Mathilde l'Emperesse, David Ier s'arrête à Durham et, au nom de celle-ci, refuse d'autoriser l'enterrement du défunt évêque tant que Cumin n'est pas nommé à la tête de l'évêché, ce qui est fait le 11 mai 1141, mais Guillaume n'est jamais consacré. Le Chapitre cathédral s'oppose finalement à lui et réclame une élection canonique. Devant son refus, ils en appellent au pape qui ordonne qu'une élection soit tenue. Le roi écossais semble alors lui retirer son soutien, et Cumin en est réduit à utiliser la violence ou une fausse lettre de soutien papal.
Guillaume de Sainte-Barbe est élu à la mi-carême 1143, alors qu'au même moment le concile légatin de Londres excommunie Cumin. Mais Cumin ne renonce pas pour autant. Avec le soutien d'Henri, comte de Northumberland et fils de David Ier, et Alain le Noir, comte de Richmond, il met à sac le diocèse et installe un contingent militaire dans le prieuré cathédral.
Ce n'est qu'en 1144 que Cumin abandonne, probablement brisé par la mort de ses deux neveux, Guillaume et Osbert, tués durant le conflit, et l'abandon de son principal soutien, Henri de Northumberland,. Finalement, en échange de son renoncement, il obtient pour son neveu Richard le château et l'honneur de Richmond.

### Fin de vie
Peu après, Guillaume Cumin est emprisonné et torturé pendant quelque temps par Richard de Luvetot. Après sa libération, il tente de reprendre sa carrière dans le sud, notamment aidé par Gilbert Foliot, plus tard évêque de Londres, alors abbé de Gloucester. En 1146, il s'est trouvé un nouveau soutien en la personne de Thibaut du Bec, l'archevêque de Cantorbéry. Celui-ci essaie d'obtenir son absolution auprès du pape vers 1152. Cumin est ensuite en faveur auprès du parti de Henri Plantagenêt, le fils de Mathilde l'Emperesse, qui a repris la lutte pour le trône anglais, mais à son compte. Peu à peu, Cumin retrouve ses bénéfices. Il est d'ailleurs en bonne place dans quelques chartes du jeune prince vers 1153, puis alors qu'il est monté sur le trône, en 1154 et 1156. 
Il retrouve sa légitimité au sein de l'église et redevient archidiacre de Worcester en 1156-1157. Il n'occupe plus cette fonction en 1161, et donc les historiens supposent qu'il est décédé aux alentours de 1160. Son neveu Richard est très en faveur en Écosse. Il devient le primogéniteur des Comyn ou Cumming qui jouent un rôle très important dans le royaume écossais au XIIIe siècle,.

### Sources
- Alan Young, « Cumin, William (d. c.1160) », Oxford Dictionary of National Biography, Oxford University Press, 2004.
- Frank Barlow, The English Church 1066–1154, London:Longman, 1979.  (ISBN 0-582-50236-5).
- David Crouch, The Reign of King Stephen, 1135–1154, Harlow, Essex: Longman Pearson, 2000.  (ISBN 0-582-22657-0).
- Paul Dalton, « William Earl of York and Royal Authority in Yorkshire in the Reign of Stephen », The Haskins Society Journal: Studies m Medieval History, vol. 2 (1990), p. 155-165.
- Richard Huscroft, Ruling England 1042–1217, London: Pearson Longman, 2005.  (ISBN 0-582-84882-2).
- Notice dans un dictionnaire ou une encyclopédie généraliste :   - Oxford Dictionary of National Biography